# خطة مساحة للنهر

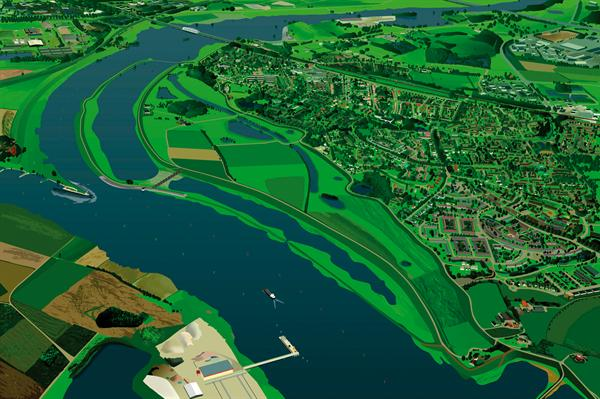

خطة مساحة للنهر بهولندا (بالهولندية: Planologische Kernbeslissing Ruimte voor de Rivier) هي خطة تصميم حكومية تعتزم تحقيق الوقاية من الفيضانات، والتحكم في المناظر الطبيعية الرئيسية وتحسين الظروف البيئية في المناطق المحيطة بالأنهار في هولندا. وهذا المشروع فعال من 2006-2015م.